# Patrice Macrez
Patrice Macrez est un patineur artistique et entraîneur français, double vice-champion de France en 1980 et 1981.

## Biographie

### Carrière sportive
Patrice Macrez s'entraîne à la patinoire de Coubertin d'Amiens. Il est double vice-champion de France en 1980 à Reims et 1981 à Anglet, derrière son compatriote Jean-Christophe Simond.
Il représente son pays à un mondial junior, lors de l'année inaugurale de l'événement (1976 à Megève) et deux championnats européens (1980 à Göteborg et 1981 à Innsbruck).
Il n'est jamais sélectionné par la fédération française des sports de glace pour participer aux mondiaux seniors et aux Jeux olympiques d'hiver.
Il quitte les compétitions sportives après les championnats européens de 1981.

### Reconversion
Patrice Macrez décide de poursuivre une carrière d'entraîneur. Il est diplômé du brevet d'état d'éducateur sportif 2e degré. Il commence au club de Megève puis revient sur Amiens. Il s’occupe entre autres de la carrière de Gwenaelle Jullien et Fanny Cagnard.

## Palmarès
| Compétitions principales      | 1976 | 1977 | 1978 | 1979 | 1980 | 1981 |
| Jeux olympiques d'hiver       |      |      |      |      |      |      |
| Championnats du monde         |      |      |      |      |      |      |
| Championnats d’Europe         |      |      |      |      | 11e  | 10e  |
| Championnats de France        |      | 4e   |      | 3e   | 2e   | 2e   |
| Championnats du monde juniors | 7e   |      |      |      |      |      |